# Marine Drugs
Marine Drugs, abgekürzt Mar. Drugs, ist eine wissenschaftliche Fachzeitschrift, die vom MDPI-Verlag nach dem Open-Access-Modell veröffentlicht wird. Die erste Ausgabe erschien im Jahr 2003. Derzeit erscheint sie mit zwölf Ausgaben im Jahr. Es werden Arbeiten veröffentlicht, die sich mit chemischen, biologischen und pharmakologischen Eigenschaften von Substanzen marinen Ursprungs beschäftigen.
Der Impact Factor lag im Jahr 2014 bei 2,853. Nach der Statistik des ISI Web of Knowledge wird das Journal mit diesem Impact Factor in der Kategorie medizinische Chemie an 22. Stelle von 59 Zeitschriften geführt.